# Trichomonas
Trichomonas es un género de protistas flagelados clasificados en Parabasalia. Presentan cinco o seis flagelos, de los cuales los anteriores son libres, mientras que el restante se dirige hacia atrás, adhiriéndose al borde de la célula y formando una membrana ondulante. Incluye T. vaginalis causante de la tricomoniasis urogenital y T. tenax que parasita exclusivamente la cavidad bucal de los seres humanos.